# Atrej
Atrej je v grški mitologiji Pelopov sin in mikenski kralj. Zaradi sovraštva do svojega brata Tiesta je umoril dva njegova sina in z njunim mesom nahranil njunega očeta, svojega brata. Iz maščevanja ga je ubil tretji Tiestov sin Ajgist.